# سوباش سينغ
سوباش سينغ (بالإنجليزية: Subhash Singh)‏ هو لاعب كرة قدم هندي في مركز نصف الجناح، ولد في 2 فبراير 1990 في مانيبور في الهند. شارك مع منتخب الهند تحت 20 سنة لكرة القدم ومنتخب الهند تحت 23 سنة لكرة القدم. أما مع النوادي، فقد لعب مع مومباي سيتي ونادي إيست بنغال ونادي بونه ونادي سالغاوكار ونادي طيران الهند ونادي موهون باغان.

## وصلات خارجية
- سوباش سينغ على موقع قاعدة بيانات كرة القدم.إي يو (الإنجليزية)
- سوباش سينغ على موقع Soccerway.com (الإنجليزية)